# Вук Вукчић Хрватинић
Вук Вукчић Хрватинић (умро пре 27. новембра 1399) био је босански војвода и хрватски бан из Доњих Крајева.

## Биографија
Вук је био син Вукца Хрватинића и брат Хрвоја Вукчића. Први познати податак о Вуку потиче из 1385. године. Вук је 29. јануара 1385. године заузео град Гребен на Врбасу. Гребен је до 1357. године био баштински посед Хрватинића, а од тада је у рукама угарског краља Лајоша. Банови Иван Палижна и Стјепан Лацковић су интервенисали код краља Жигмунда Луксембуршког у корист Вука Хрватинића. Тада је носио титулу војводе. Вук се поново помиње 1387. године када се са братом Хрвојем налази на челу босанске војске. У борби око угарског престола крајем 14. века, Вук је наступао као поданик краља Дабише, односно на страни напуљске странке. Дабиша га је поставио за намесника Хрватске и Далмације. Ладислав Напуљски доделио му је 17. јула 1391. године титулу хрватско-далматинског бана. Вук је као бан сређивао прилике у далматинским градовима. Посредовао је у измирењу Сплита и Клиса, узео у заштиту сплитског надбискупа Андрију Гвалда заједно са читавом сплитском црквом, гарантовао је трогирским трговцима право слободног кретања на територијама које су биле под његовом влашћу, по Далацији, Хрватској и Босни. Дана 8. септембра 1392. године постао је грађанин Задра. Следеће године на челу војске покушава заузети Врану и Островицу у име краља Дабише. Градови су заузети, а Иван и Никола Палижна заробљени. Исте године, 13. јула, Вук је постао млетачки грађанин. С прелаза из 1393. у 1394. годину долази до промене у односима између краља Жигмунда Луксембуршког и Хрвоја Вукчића који прилази угарском краљу. Жигмунду је пришао и босански краљ Дабиша и остала властела те је Вук остао једини противник угарског краља у Босни, као бан Ладислава Напуљског. Након пораза кога му је нанео Никола Горјански Млађи, Вук прелази на Жигмундову страну. Тиме је изгубио Книн и банску титулу. Приликом посете Задру 1395. године називан је бившим баном (olim Banus). Жигмунд му је дао на управу Крупу и Острожац, до тада у поседу кнезова Благајских, као и доживотно банско достојанство. У загребачкој исправи од 16. августа 1396. године Вук се назива босанским баном (bano de Boznia). Последњи пут се као жив помиње 20. септембра 1397. године. Умро је пре 27. новембра 1399. године.

## Породично стабло
|  |                            |  |  |  |  |  |  |  |  |  |  |  |  |  |  |  |
|  | Стјепан (кнез Доњих Краја) |  |  |  |  |  |  |  |  |  |  |  |  |  |  |  |
|  |                            |  |  |  |  |  |  |  |  |  |  |  |  |  |  |  |
|  |                            |  |  |  |  |  |  |  |  |  |  |  |  |  |  |  |
|  | Хрватин Стјепанић          |  |  |  |  |  |  |  |  |  |  |  |  |  |  |  |
|  |                            |  |  |  |  |  |  |  |  |  |  |  |  |  |  |  |
|  |                            |  |  |  |  |  |  |  |  |  |  |  |  |  |  |  |
|  | Вукац Хрватинић            |  |  |  |  |  |  |  |  |  |  |  |  |  |  |  |
|  |                            |  |  |  |  |  |  |  |  |  |  |  |  |  |  |  |
|  |                            |  |  |  |  |  |  |  |  |  |  |  |  |  |  |  |
|  | Вук Вукчић Хрватинић       |  |  |  |  |  |  |  |  |  |  |  |  |  |  |  |
|  |                            |  |  |  |  |  |  |  |  |  |  |  |  |  |  |  |
|  |                            |  |  |  |  |  |  |  |  |  |  |  |  |  |  |  |